# Amherst County
Amherst County ist ein County im Bundesstaat Virginia der Vereinigten Staaten von Amerika. Bei der Volkszählung im Jahr 2020 hatte das County 31.307 Einwohner und eine Bevölkerungsdichte von 25,4 Einwohner pro Quadratkilometer. Der Verwaltungssitz (County Seat) ist Amherst.

## Geographie
Amherst County liegt im mittleren Westen von Virginia, ist im Westen etwa 80 km von West Virginia entfernt und hat eine Fläche von 1240 Quadratkilometern, wovon 9 Quadratkilometer Wasserfläche sind. Es grenzt im Uhrzeigersinn an folgende Countys: Nelson County, Appomattox County, Campbell County, Bedford County und Rockbridge County.

## Geschichte
Gebildet wurde es 1758 aus Teilen des Albemarle County. Benannt wurde es nach Jeffrey Amherst, 1. Baron Amherst, der auch der Eroberer Kanadas genannt wird. Er wurde auch Gouverneur von Virginia genannt, obwohl er die Kolonie nie betreten hatte. 1607 wurde die Virginia-Kolonie gebildet und die ersten englischen Auswanderer kamen nach Nordamerika. Ende des 17. Jahrhunderts kamen die ersten Pioniere und Händler über den James River in dieses Gebiet. Die ersten Handelsposten wurden zwischen 1710 und 1720 errichtet. 1730 kamen die ersten Siedler in dieses Gebiet, auf der Suche nach gutem Land für den Tabakanbau. 1806 wurde aus dem nördlichen Teil des Countys das Nelson County gebildet. Bis dahin war Cabelsville (heute Colleen) Sitz der County-Verwaltung, das jetzt im Nelson County lag. Neuer Sitz der County-Verwaltung wurde Five Oaks, das später in Amherst umbenannt wurde. Das heute noch benutzte Gerichtsgebäude wurde 1870 erbaut.

## Demografische Daten

Alterspyramide des Amherst County

Nach der Volkszählung im Jahr 2000 lebten im Amherst County 31.894 Menschen in 11.941 Haushalten und 8.645 Familien. Die Bevölkerungsdichte betrug 26 Einwohner pro Quadratkilometer. Ethnisch betrachtet setzte sich die Bevölkerung zusammen aus 77,67 Prozent Weißen, 19,79 Prozent Afroamerikanern, 0,81 Prozent amerikanischen Ureinwohnern, 0,35 Prozent Asiaten, 0,02 Prozent Bewohnern aus dem pazifischen Inselraum und 0,41 Prozent aus anderen ethnischen Gruppen; 0,94 Prozent stammten von zwei oder mehr Ethnien ab. 0,96 Prozent der Bevölkerung waren spanischer oder lateinamerikanischer Abstammung.
Von den 11.941 Haushalten hatten 31,7 Prozent Kinder und Jugendliche unter 18 Jahre, die bei ihnen lebten. 56,0 Prozent waren verheiratete, zusammenlebende Paare, 12,4 Prozent waren allein erziehende Mütter, 27,6 Prozent waren keine Familien, 24,0 Prozent waren Singlehaushalte und in 9,9 Prozent lebten Menschen im Alter von 65 Jahren oder darüber. Die Durchschnittshaushaltsgröße betrug 2,51 und die durchschnittliche Familiengröße lag bei 2,95 Personen.
Auf das gesamte County bezogen setzte sich die Bevölkerung zusammen aus 23,5 Prozent Einwohnern unter 18 Jahren, 9,7 Prozent zwischen 18 und 24 Jahren, 27,7 Prozent zwischen 25 und 44 Jahren, 25,3 Prozent zwischen 45 und 64 Jahren und 13,8 Prozent waren 65 Jahre alt oder darüber. Das Durchschnittsalter betrug 38 Jahre. Auf 100 weibliche Personen kamen 91,1 männliche Personen. Auf 100 Frauen im Alter von 18 Jahren oder darüber kamen statistisch 87,1 Männer.

Das jährliche Durchschnittseinkommen eines Haushalts betrug 37.393 USD, das Durchschnittseinkommen der Familien betrug 42.876 USD. Männer hatten ein Durchschnittseinkommen von 31.493 USD, Frauen 22.155 USD. Das Prokopfeinkommen betrug 16.952 USD. 8,0 Prozent der Familien und 10,7 Prozent der Bevölkerung lebten unterhalb der Armutsgrenze. Davon waren 13,2 Prozent Kinder oder Jugendliche unter 18 Jahre und 11,6 Prozent waren Menschen über 65 Jahre.

## Gemeindegliederung
(Einwohner nach dem United States Census 2010)
| Towns 1. Amherst (2.231)   | Towns 1. Amherst (2.231) | Census-designated places (CDP) 1. Madison Heights (11.285) | Census-designated places (CDP) 1. Madison Heights (11.285) |             |               |
| Unincorporated Communities |                          |                                                            |                                                            |             |               |
| - Clifford                 | - Elon                   | - Monroe                                                   | - Riverville                                               | - Stapleton | - Sweet Briar |